# الفول صديقي (فلم)
الفول صديقي هو فيلم مصري كوميدي ملون تم عرضه أول مرة عام 1985.

## القصة
القصة مقتبسة عن مسرحية البرجوازي النبيل للمؤلف الفرنسي موليير.
أبو زيت الهلالي (تلاعب بلفظ مقارب إلى أبي زيد الهلالي) تاجر فول مدمس ثري ولكن أمي متزوج من نبوية يشتري مبنى سكنياً في حي الزمالك يفكر في الانتقال اليه لإنه يعتقد أنه سيرفع من شأنه الاجتماعي بانتقاله من حارته الشعبية إلى الزمالك الذي كان يعتبر أحد الأحياء القاهرية العريقة. في إحدى الشقق يعيش علاء وتتردد عليه مرفت الأرملة وابنة عمه كاظم الباشا السابق وكلهم يعانون من الإفلاس والصعوبات المعيشية. تضطر مرفت إلى الزواج من أبي زيت كزوجة ثانية له بدون علم نبوية ويسكنان في إحدى شقق المبنى. يتدرب أبو زيت على قواعد السلوك الرفيع. عندما يبيع كاظم بيته يشتريه أبو زيت ويساعده في الحفاظ عليه.
نهاية الفيلم سعيدة حيث يدرك علاء وكاظم قيمة العمل وأهمية التواضع ويشتغلان في الفول المدمس ويعيش أبو زيت الهلالي مع زوجتيه في سلام.

## الكادر التمثيلي
- سمير غانم في دور أبي زيت الهلالي
- مديحة كامل بدور مرفت
- حاتم ذو الفقار بدور علاء
- صلاح نظمي بدور كاظم باشا
- سعاد نصر بدور نبوية
- نجاح الموجي
- إبراهيم قدري
- علي الشريف
- محمد الأدنداني
- رجاء أمين
- ناردين نور الدين
- أحمد عقل

## وصلات خارجية
- مقالات تستعمل روابط فنية بلا صلة مع ويكي بيانات